# А я сейчас вам покажу, откуда на Беларусь готовилось нападение

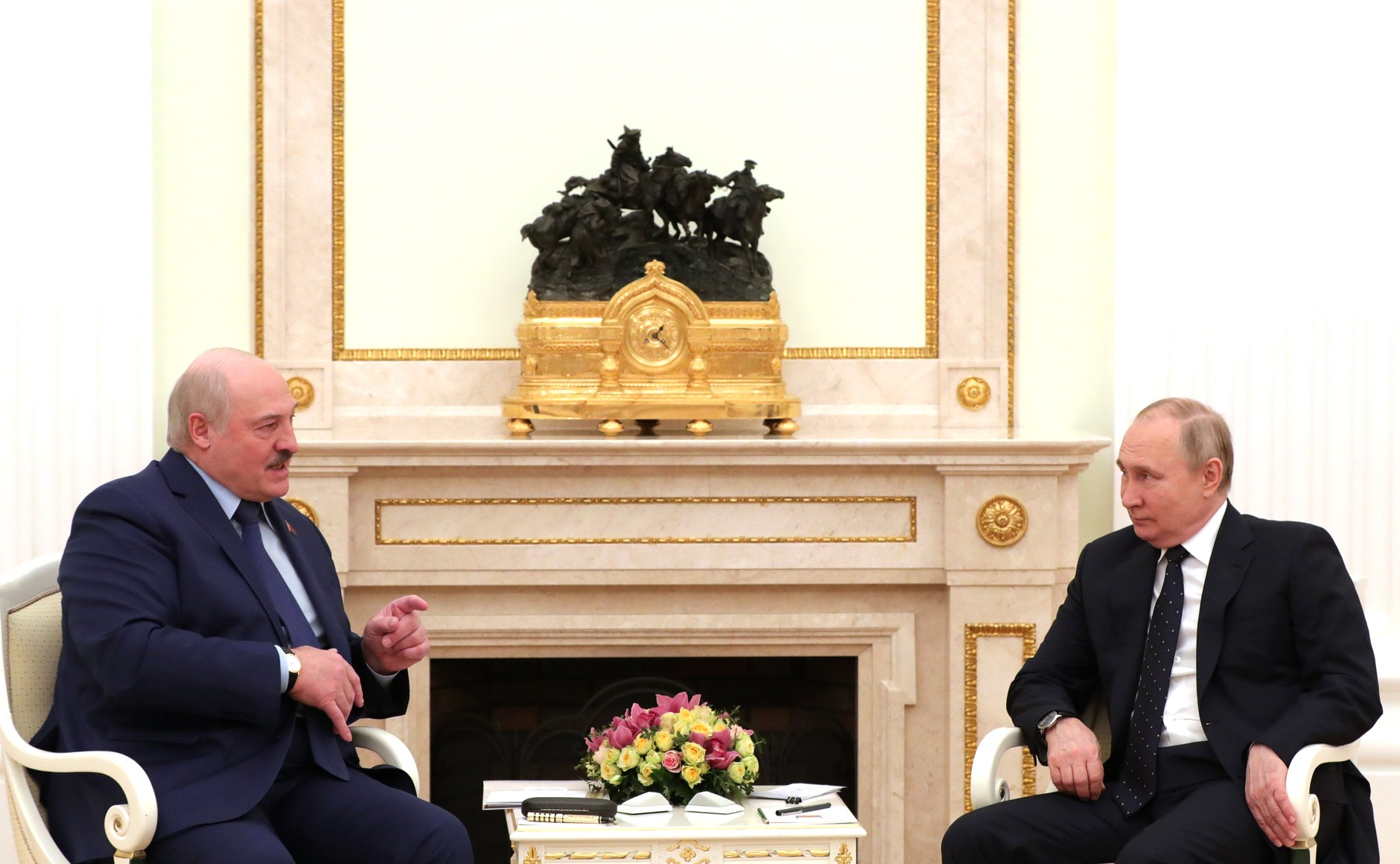
Фраза была произнесена во время встречи президента Беларуси Александра Лукашенко с президентом России Владимиром Путиным в Москве 11 марта 2022 года

«А я сейчас вам покажу, откуда на Беларусь готовилось нападение» — распространённая в Рунете, Укрнете и Байнете фраза президента Белоруссии Александра Лукашенко, сказанная в ходе встречи с президентом России Владимиром Путиным, оправдывающая вторжение России на Украину и ставшая крылатым выражением, популярным мемом.

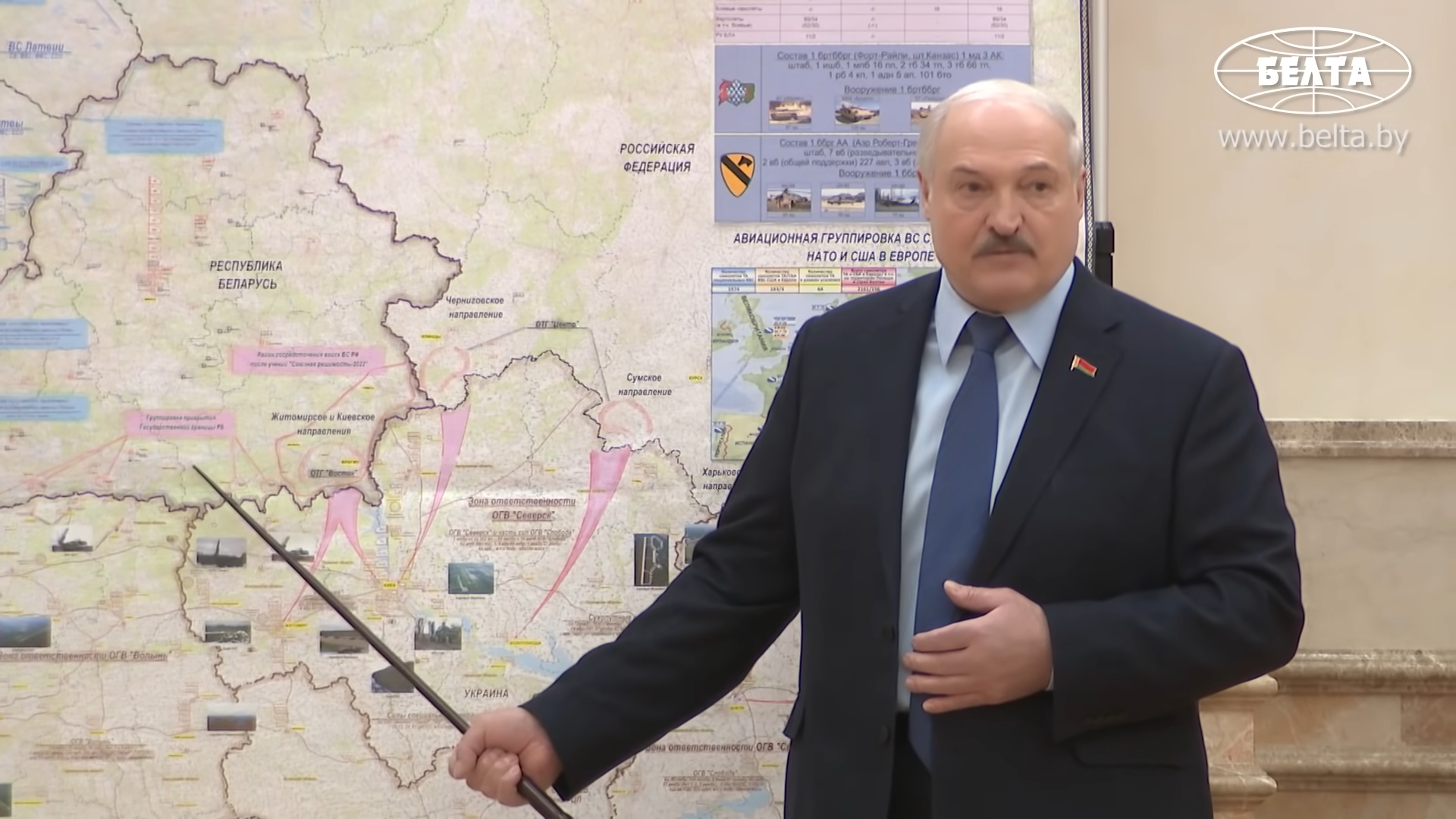
Александр Лукашенко показывает карту на заседании Совета безопасности Республики Беларусь 1 марта 2022 года

## Происхождение
В мемах Лукашенко «вырезали» из оригинального видео и вместе с аудио переносят в разные фильмы и забавные ситуации. Основой мемов стало видео, снятое на переговорах президентов России и Беларуси, которые прошли 11 марта 2022 года. На этой встрече Александр Лукашенко заверил Владимира Путина, что если бы Россия не вторглась в Украину, то Украина бы первой напала на Беларусь: 

А я сейчас вам покажу, откуда на Беларусь готовилось нападение. И если бы за шесть часов до операции не был нанесён превентивный удар по позициям — четыре позиции, я сейчас покажу карту, привёз — они бы атаковали наши войска, Беларуси и России, которые были на учениях. Поэтому не мы развязали эту войну, у нас совесть чиста. Хорошо, что начали. Биологическое оружие, самые большие электростанции атомные — и всё это были готовы взорвать.

## Общественная реакция

### Мемы
Президент Беларуси из ролика попал на вокзал, сел возле мусорника, оказался во дворе с бабушками. Лукашенко рассказывает свой монолог балеринам «Лебединого озера», героям фильмов «Сияние» и «Иван Васильевич меняет профессию», катающейся на аттракционах девушке, порноактрисам, Елене Малышевой на программе «Жить здорово!», ведущей ток-шоу «Давай поженимся!» Ларисе Гузеевой, компании пришельцев, Мистеру Бину, курицам, бездомным на вокзале, зрителям премии «Оскар», вещает из гроба Владимира Жириновского к Владимиру Путину, и так далее.
Кроме этого, создаются «видео с неожиданным финалом», где после затягивания интриги катарсисом становится монолог Лукашенко. Например в ролике о том, что делать, если красивый парень обратил на тебя внимание: «Отвернись, опусти взгляд, улыбнись, скажи: „А я вам сейчас покажу…“», или что делать с любимой девушкой наедине в транспортном средстве, где тот же итог.

### Мнения и реакции СМИ
Как пишет BBC об Александре Лукашенко: «Его рвение в оправдании агрессии России против Украины было вознаграждено набором дурацких интернет-мемов». По мнению издания «Новая газета», «такими популярными его фразы не были ещё никогда — за исключением разве что исторического „белорусский народ будет жить плохо, но недолго“».
Крылатая фраза стала использоваться в СМИ и в других ситуациях с Лукашенко, к примеру, когда он получил удар по лицу в ходе хоккейного матча: «А я вам сейчас покажу, откуда нанесли удар по подбородку…»
16 мая ролик белоруски об «унесённом ветром» парнике набрал 2 миллиона просмотров в TikTok. Среди комментариев СМИ отметили: «А я вам сейчас покажу, откуда на теплицу готовилось нападение!».
18 мая СМИ отметили, что на белорусском государственном телеканале «Беларусь 1» показали, откуда на страну «готовилось нападение», и напомнили, что эта фраза стала мемом.
23 мая международный мужской журнал Maxim выпустил статью «„А я сейчас вам покажу“, чем питаются белорусские силовики», а косметический бренд Phenomenon, обыграв мем, выпустил крем «Превентивный удар». В тот же день Александр Лукашенко опять встретился с Владимиром Путиным, и некоторые СМИ отметили, что он «не первый раз за последние месяцы грубо обслуживает пропагандистские запросы России. Ранее объектом насмешек стало его заявление в Кремле „а я вам покажу, откуда на Беларусь готовилось нападение, четыре позиции“». В этот же день Брестская газета отметила, что и история с «Я вам сейчас покажу…» получила продолжение, когда эксперт Института стран СНГ сказал, что Беларуси угрожает Польша.

### Использование фразы публичными личностями
19 апреля 2022 года Александр Шовковский пошутил над Лукашенко, возложив на него ответственность за гибель крейсера «Москва», так как тот «не мог не знать, с какой стороны готовится нападение». В тот же день украинская компания Reface выпустила приложение для создания мемов «Мемомёт», где среди них и представлен мем «А я сейчас вам покажу». Президента Беларуси высмеивают и знаменитости, такие как Егор Крутоголов из «Дизель Шоу», который совместил речь Лукашенко и взрыв склада в Белгороде.
24 апреля продюсер Потап и шоумен Юрий Горбунов пошутили, что нанесли татуировку с данной фразой. Александр Лукашенко заявил, что прибалты и поляки стоят у границы Беларуси и просят пропустить, чтобы купить гречку и соль, а в ответ на это министр иностранных дел Латвии Эдгар Ринкевич отметил: «А я сейчас вам покажу, откуда на Беларусь… за гречкой и солью стоят».
2 мая Deutsche Welle рассказало, что стендап-комик Слава Комиссаренко «начал выступление со ставшей мемом фразы Александра Лукашенко, оправдывающей вторжение России на Украину».
8 мая советник руководителя офиса Президента Украины Михаил Подоляк пошутил над Лукашенко после того, как президент Республики Беларусь пожаловался, что война России против Украины затянулась: «У него же карта есть! Он должен посмотреть на карту, с каких мест там собирались напасть. Почему „операция“ затянулась, если эти места были превентивно обезврежены?».
9 мая Rutube подвергся мощной кибератаке. В тот день министр цифровой трансформации Украины Михаил Фёдоров сделал отсылку на мем, написав: «А я вам сейчас покажу, откуда на Rutube готовилось нападение. И если бы за шесть часов до парада не были отключены сервера — четыре сервера, я сейчас покажу материнские платы, привёз, — они бы показали всем этот бред… Ну, вы поняли», — и опубликовав скриншот о том, что хакеры напали на Rutube и сделали невозможным вход пользователей на сервис.
20 июня советник руководителя Офиса президента Алексей Арестович спародировал фразу Лукашенко «А я сейчас вам покажу», комментируя сообщения о том, что войска Беларуси готовят нападение на Украину.

## Борьба властей Беларуси с мемом
27 апреля 2022 года в Беларуси сотрудники ГУБОПиК задержали несколько студенток, обыгравших мем в TikTok. Они были отпущены после их извинений.